# Radio (TV-program)
Radio var namnet på en dokusåpa som gick i Kanal 5 2001 och gick ut på att ett gäng individer skulle sända radio dagligen från Heron City i Stockholm. Ledmotivet var en version av Donna Summers "On the Radio". 
Vinnaren av dokusåpan blev Filippa Slieker, efter att ha stått i final mot Jamin Abugalala som kom två.  Programmet sägs vara den dokusåpan i Sverige som haft minst antal tittare.[källa behövs]